# Therese Rie
Therese Rie, született: Therese Herz (Bécs, 1878. január 1. – Bécs, 1934. július 23.) osztrák írónő, újságírónő.

## Élete
Apja Maximilian Herz bécsi gyermekorvos volt. Szekularizált zsidó polgárcsaládban nőtt fel, nem sokkal Kurt Rie prágai üzletemberrel 1901-ben kötött házassága után mint újságíró kezdett dolgozni. Az osztrák Der Merker és a Vossische Zeitung című lapokba írt opera- és szinikritikákat. Jól ismerte Hans Pfitzner zeneszerzőt, akinek Palestrina-librettójában működött közre. Fia Robert Rie (1901 - 1981) jogász volt, aki 1938-ban az Amerikai Egyesült Államokba emigrált. Therese férje, Kurt Rie (1875-1908) halála után kezdett önálló szépirodalmi munkákat megjelentetni. Első megjelent munkája a Die Augen des Hieronymus című novellagyűjtemény volt, amelyet L. Andro álnév alatt jelentetett meg. Később ezt az írói álnevet saját nevével kibővítve, L. Andro (Therese Rie) formában használta. Therese Rie összesen hat regényt, valamint több novelláskötetet és esszét publikált. Általában a művészvilággal, a művészek életével foglalkozott, ilyen mű például az 1920-as Komödiantin Dora X, illetve az 1928-as Vox Humana című regény, amely Wilhelmine Schröder-Devrient operaénekesnő életével foglalkozott. Foglalkozott egyéb témákkal is, ilyen például az 1924-es Das entschwundene Ich című detektívregény, illetve a vérfarkas-témát feldolgozó Das Tier im Walde (könyv formában 1928-ban jelent meg, ezt megelőzte egy 1925-ös folyóiratmegjelenés is). Fordítóként is működött, Romain Rolland és Henri Barbusse munkáit fordította franciából német nyelvre.

## Válogatott munkái
- Die Augen des Hieronymus. Novellen (1905)
- Lilli Lehmann. Essay (1907)
- Das offene Tor. Roman (1909)
- Der Tod des Tristan. Drama (1911)
- Sancta Clara. Roman (1913)
- Die Liebende. Novellen (1913)
- Komödiantin Dora X. Roman (1920)
- Der Klimenole. Roman (1923)
- Das entschwundene Ich. Roman (1924)
- Das Tier im Walde. Novelle (1928)
- Vox Humana. Das Leben einer Sängerin (1928)

## Fordítás
- Ez a szócikk részben vagy egészben  a   Therese Rie című német Wikipédia-szócikk ezen változatának fordításán alapul.  Az eredeti cikk szerkesztőit annak laptörténete sorolja fel. Ez a jelzés csupán a megfogalmazás eredetét és a szerzői jogokat jelzi, nem szolgál a cikkben szereplő információk forrásmegjelöléseként.